# Mariano Egaña
Mariano Egaña Fabres (ur. 15 czerwca 1793 w Santiago, zm. 24 czerwca 1846 tamże) – konstytucjonalista chilijski, współtwórca konstytucji Chile z 1833 roku.
Był synem Juana Egaña Riesco i Victorii Fabres Gonzalez, studiował prawo na Królewskim Uniwersytecie Świętego Filipa, które ukończył w 1811 roku. Wkrótce potem, w 1813 roku został ministrem spraw wewnętrznych. W latach 1814–1817 przebywał na zesłaniu na Wyspach Juan Fernandez, co było karą za zaangażowanie na rzecz chilijskiej niepodległości. W okresie rządów Bernardo O’Higginsa zajmował stanowiska o mniejszym znaczeniu. W okresie rządów Ramóna Freire zajmował stanowisko ministra spraw zagranicznych (1823) i ministra pełnomocnego w Londynie (1824). Był członkiem komisji mającej na celu spisanie nowej konstytucji (1833). W okresie rządów Juana Joaquina Prieto był bliskim współpracownikiem Diego Portalesa, którego zastąpił – po tragicznej śmierci – na stanowisku ministra sprawiedliwości, kultu i edukacji publicznej. W 1843 roku został wybrany senatorem. Zmarł przed końcem kadencji.